# Cayo Santa Maria
Pour les articles homonymes, voir Cayo et Santa Maria.
Cayo Santa María est une île située au nord de Cuba dans l'archipel Jardines del Rey, lui-même une partie de l'archipel Sabana-Camagüey.

## Situation
Cayo Santa María est dans le nord-est de la municipalité de Caibarién, province de Villa Clara.  L'île est à 18 km au nord-est de l'aéroport Cayo Las Brujas (en), à 60 km de Caibarién et 393 km à l'est de La Havane (en passant par Santa Clara).

## Infrastructures
L'île est reliée à Cuba par une route d'environ 50 km, qui ne compte pas moins de 48 ponts. Son tracé contourne les mangroves (habitat des flamants roses et autres échassiers). Cet ouvrage a été achevé en 2000.

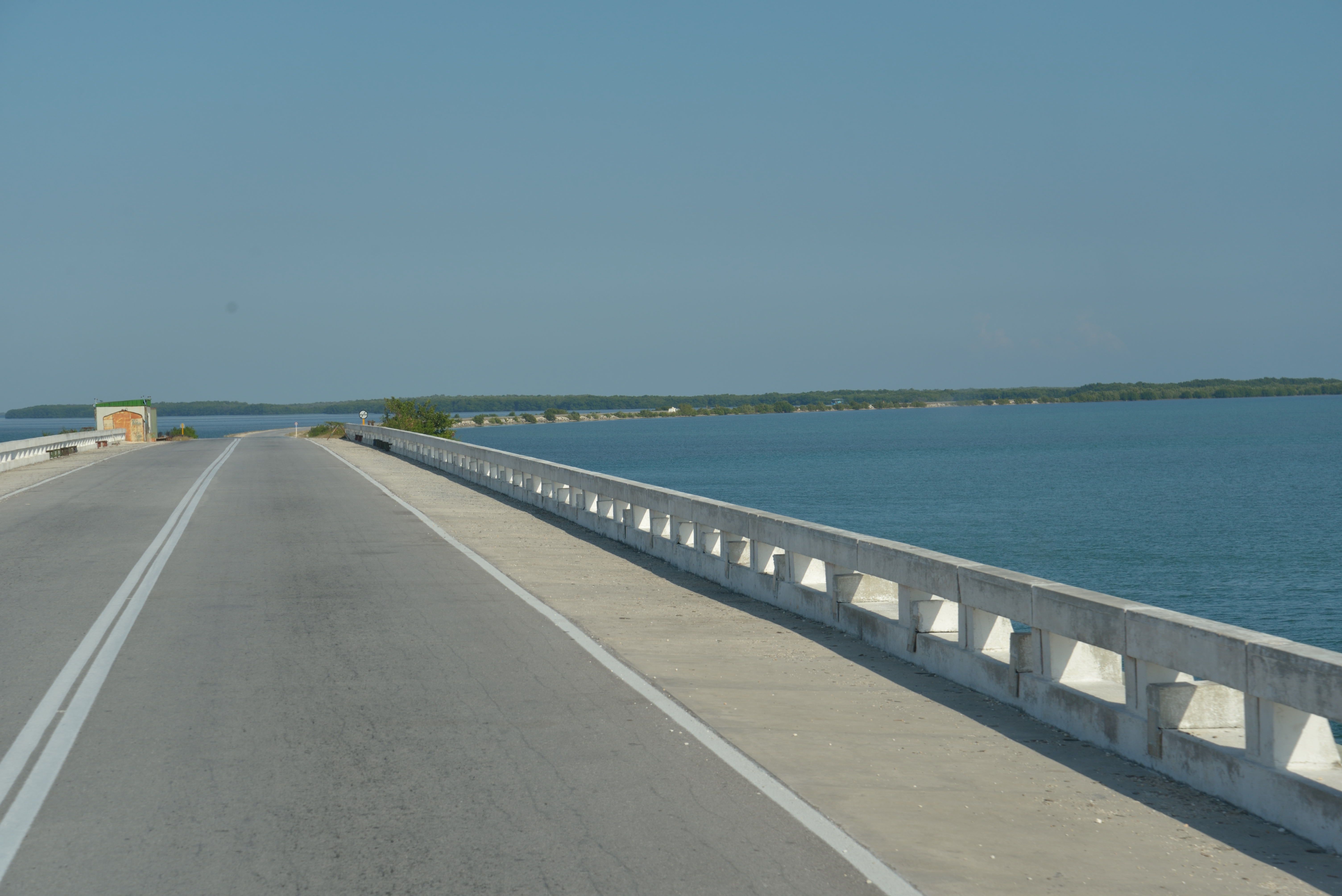
Route de 50 km reliant l'île.

Une clinique internationale est implantée sur l'île.
Sur la petite caye de Caimán Grande, à l'est, se trouve un phare mis en service en 1955.

## Tourisme
L'île est l'une des destinations touristiques importantes du pays ; c'est son activité économique principale, basée sur ses belles plages comme celle de Perla Blanca. Elle est dotée de nombreuses infrastructures comme des complexes touristiques. L'île abrite quatre hôtels près des grandes plages de la côte nord, dont le premier a ouvert fin 2001. Ces complexes offrent un dynamisme à la zone en la dotant d'une gamme d'activités et d'excursions.

## Environnement
L'île fait partie de l'aire protégée de ressources gérées Buenavista (Área Protegida de Recursos Manejados Buenavista, centrée sur la baie de Buena Vista (en)), créée en 2000 sur Caibarién (Villa Clara), Yaguajay (Sancti Spíritus) et Morón (Ciego de Ávila). Ses 315 466,24 ha incluent 83 658,97 ha de terres et 231 807,27 ha de zones marines. Classée réserve de biosphère en 2001 et site Ramsar en 2002, elle comprend neuf zones cœur :
- - le parc national de Caguanes (en) (20 490 ha dans le nord de Yaguajay, Sancti Spíritus)[7] ;
  - le parc national de Los Caimanes (28 831 ha sur les provinces de Villa Clara et de Ciego de Ávila)[8],[9] ;
  - le refuge de faune Las Loras (6 348 ha)[10]. Les cayos Las Loras[n 1] sont au sud du cayo Francés et du cayo Santa Maria, et le refuge de faune est traversé par la route pedrapien menant de Caibarién au cayo Santa María ;
  - le refuge de faune Cayo Santa María[n 2] (29 890 ha)[12], qui couvre l'est du cayo sauf la partie au nord de la route et descend jusqu'à 18 km plus au sud[12] ;
  - l'élément naturel remarquable des Dunes de Playa Pilar (Elemento Natural Destacado Dunas de Playa Pilar)[n 3], 38 ha à l'extrême ouest du cayo Guillermo sur Morón, Ciego de Ávila)[15] ;
  - l'élément naturel remarquable Boquerón[n 3],[n 4] (Florencia, Ciego de Ávila[18], entre 12 et 32 km2[19])
  - l'élément naturel remarquable La Chucha[n 3] ;
  - l'élément naturel remarquable Loma La Tasajera[n 3] ;
  - la réserve écologique (Reserva Ecológica) Cayo Francés[n 3].